# Hadena wehrlii
Hadena wehrlii is een vlinder uit de familie van de uilen (Noctuidae). De wetenschappelijke naam werd in 1934 gepubliceerd door Max Wilhelm Karl Draudt.
De soort komt voor in Europa.